# العلاقات الجزائرية الكورية الجنوبية
العلاقات الجزائرية الكورية الجنوبية هي العلاقات الثنائية التي تجمع بين الجزائر وكوريا الجنوبية.

## مقارنة بين البلدين
هذه مقارنة عامة ومرجعية للدولتين:
| وجه المقارنة                                              | الجزائر                      | كوريا الجنوبية                                                          |
| --------------------------------------------------------- | ---------------------------- | ----------------------------------------------------------------------- |
| المساحة (كم2)                                             | 2.38 مليون                   | 100.30 ألف                                                              |
| عدد السكان (نسمة)                                         | 38.81 مليون                  | 51.47 مليون                                                             |
| الكثافة السكانية (ن./كم²)                                 | 16.31                        | 513.16                                                                  |
| العاصمة                                                   | الجزائر                      | سول                                                                     |
| اللغة الرسمية                                             | اللغة العربية، لغات أمازيغية | اللغة الكورية                                                           |
| العملة                                                    | دينار جزائري                 | وون كوري جنوبي                                                          |
| الناتج المحلي الإجمالي (بليون دولار)                      | 170.37 مليار                 | 1.53 تريليون                                                            |
| الناتج المحلي الإجمالي (تعادل القوة الشرائية) بليون دولار | 582.63 مليار                 | 1.75 تريليون                                                            |
| الناتج المحلي الإجمالي الاسمي للفرد دولار أمريكي          | 4.21 ألف                     | 27.22 ألف                                                               |
| الناتج المحلي الإجمالي للفرد دولار أمريكي                 | 14.19 ألف                    |                                                                         |
| مؤشر التنمية البشرية                                      | 0.745                        | 0.901                                                                   |
| رمز المكالمات الدولي                                      | +213                         | +82                                                                     |
| رمز الإنترنت                                              | .dz                          | .kr                                                                     |
| المنطقة الزمنية                                           | ت ع م+01:00                  | توقيت كوريا الجنوبية، ت ع م+09:00، آسيا/سيول ‏، ت ع م+08:00، ت ع م+08:30 |

## منظمات دولية مشتركة
يشترك البلدان في عضوية مجموعة من المنظمات الدولية، منها:
| علم المنظمة | اسم المنظمة                               | تاريخ انضمام الجزائر | تاريخ انضمام كوريا الجنوبية |
| ----------- | ----------------------------------------- | -------------------- | --------------------------- |
|             | مؤسسة التمويل الدولية                     | 23 سبتمبر 1990       | 16 مارس 1964                |
|             | منظمة حظر الأسلحة الكيميائية              | ?                    | ?                           |
|             | يونسكو                                    | 15 أكتوبر 1962       | 14 يونيو 1950               |
|             | البنك الإفريقي للتنمية                    | ?                    | ?                           |
|             | الأمم المتحدة                             | 8 أكتوبر 1962        | 17 سبتمبر 1991              |
|             | المنظمة الهيدروغرافية الدولية             | ?                    | ?                           |
|             | منظمة الشرطة الجنائية الدولية             | ?                    | ?                           |
|             | البنك الدولي للإنشاء والتعمير             | 26 سبتمبر 1963       | 26 أغسطس 1955               |
|             | الاتحاد البريدي العالمي                   | ?                    | ?                           |
|             | مؤسسة التنمية الدولية                     | 26 سبتمبر 1963       | 18 مايو 1961                |
|             | منظمة التجارة العالمية                    | ?                    | ?                           |
|             | الفريق المعني برصد الأرض                  | 2005                 | ?                           |
|             | المركز الدولي لتسوية المنازعات الاستشارية | 22 مارس 1996         | 23 مارس 1967                |
|             | وكالة ضمان الاستثمار متعدد الأطراف        | 4 يونيو 1996         | 12 أبريل 1988               |

## وصلات خارجية
- موقع وزارة الخارجية الجزائرية
- موقع وزارة الخارجية الكورية الجنوبية